# Eschelbach
Eschelbach es un pueblo situado al sur del distrito de Rhein-Neckar-Kreis en Baden-Württemberg, que pertenece a Sinsheim desde 1972.

## Historia
Hallazgos de la protohistoria y de la época de los romanos prueban la existencia de un antiguo asentamiento en Eschelbach que quedó registrado por primera vez de manera oficial en el Códice de Lorsch en 1071. 
En 1232, este lugar pasó a manos de la familia Hirschhorn como un feudo de la diócesis de Maguncia. En el siglo XVI, esta lo reformó y en 1554 promulgó una serie de normas para el pueblo.
Después del fallecimiento del último descendiente de la familia Hirschhorn en 1632, Eschelbach pasó a manos del Electorado de Maguncia. En 1802, Eschelbach pasó a formar parte de Hesse. Más tarde, en 1803, tuvo lugar un intercambio de territorios entre Hesse y Baden  a través de un contrato estatal, en el que Hesse ofreció Eschelbach a cambio de Bad Wimpfen.  
En los siglos XVII y XVIII, Eschelbach vivió la misma situación que otros pueblos en la región de  Kraichgau, viéndose afectados en numerosas ocasiones por el impacto de la Guerra de los Treinta Años, seguido por las invasiones francesas, el paso de tropas y su alojamiento, así como los elevados impuestos causados por la guerra. 
Es probable que Schlupferstatt, un pueblo situado al este de Eschelbach, quedara destruido tras la Guerra de los Treinta Años, ya que no quedó ni rastro de él y sus campos pasaron a ser propiedad de los agricultores de Eschelbach.
Baden recuperó cierta tranquilidad en el siglo XIX. Eschelbach se convirtió en una aldea artesanal y agrícola y, desde 1863 hasta 1960, la industria del tabaco también jugó un papel importante. Sin embargo, la pobreza persistente provocó el éxodo y la emigración de la población, que se mantuvo hasta comienzos del siglo XX, cuando llegó un auge económico. Entre 1840 y 1892, 427 habitantes abandonaron Eschelbach. En 1939, el pueblo ya contaba con 1329 habitantes y a finales de 1945, con 1438.

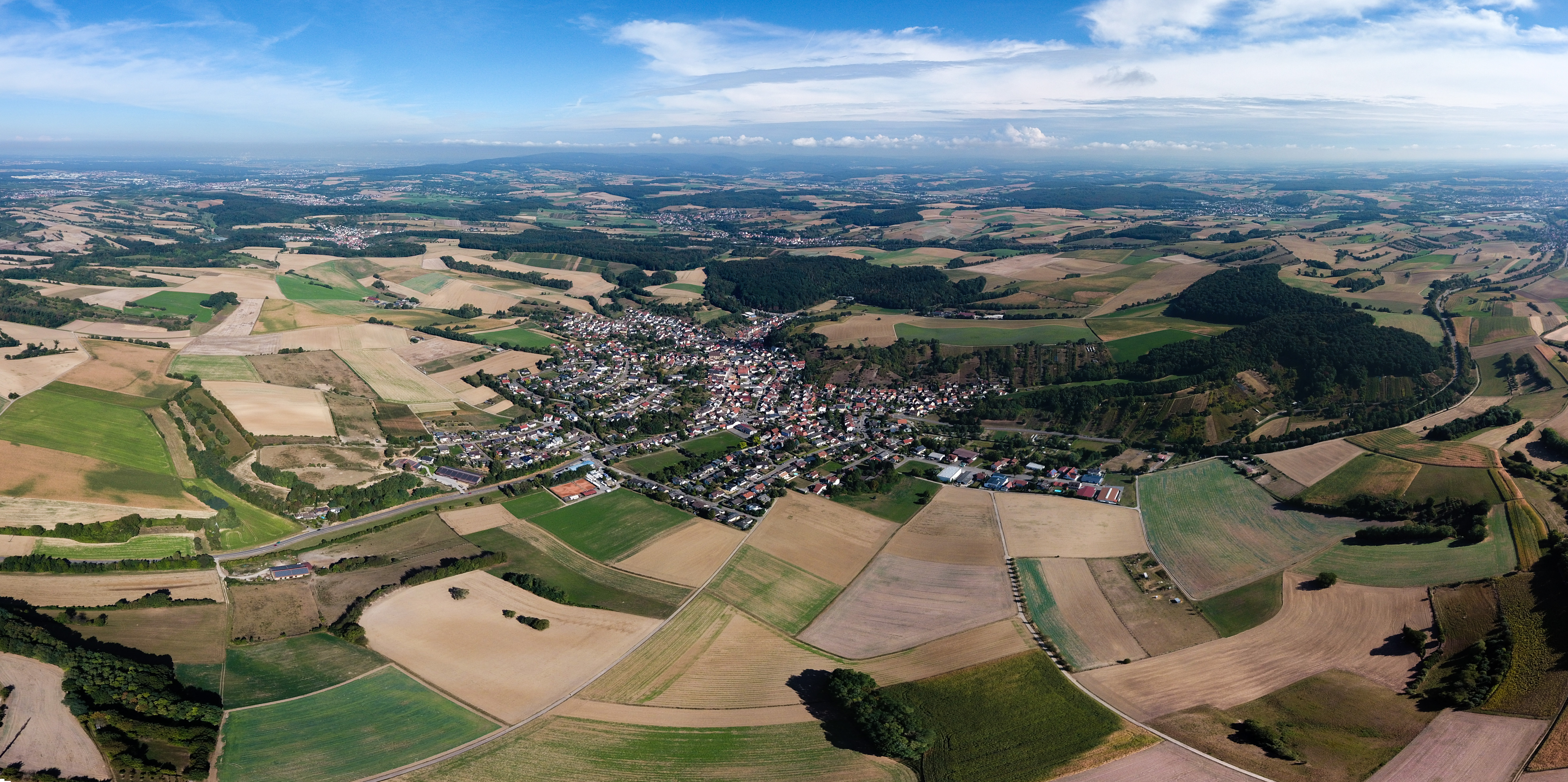
Vista aérea de Eschelbach sobre Hermannsberg

Durante y después de la Segunda Guerra Mundial, Eschelbach alojó, por mandato del Estado, a numerosos evacuados y a unas 400 personas desplazadas. En el periodo de posguerra, el número de granjas agrícolas, inicialmente 200, se redujo a unas pocas. 
El 1 de julio de 1972, Eschelbach se anexionó a la ciudad de Sinsheim.

## Religiones
En la primera mitad del siglo XVI, la familia Hirschhorn se convirtió al protestantismo y, en consecuencia, también el pueblo de Eschelbach. A partir de la segunda mitad del siglo XVII, se formó una comunidad católica que se reunió por primera vez en la bodega y que, en 1894, construyó su propia iglesia en una colina del pueblo. La comunidad católica creció especialmente después de la Segunda Guerra Mundial por la fuerte afluencia de personas desplazadas. La comunidad judía en Eschelbach existió desde el siglo XVII hasta 1877.

## Escudo
El escudo de Eschelbach está formado por un cuerno de ciervo invertido, de cuatro puntas y de color rojo, sobre un fondo dorado.

## Monumentos

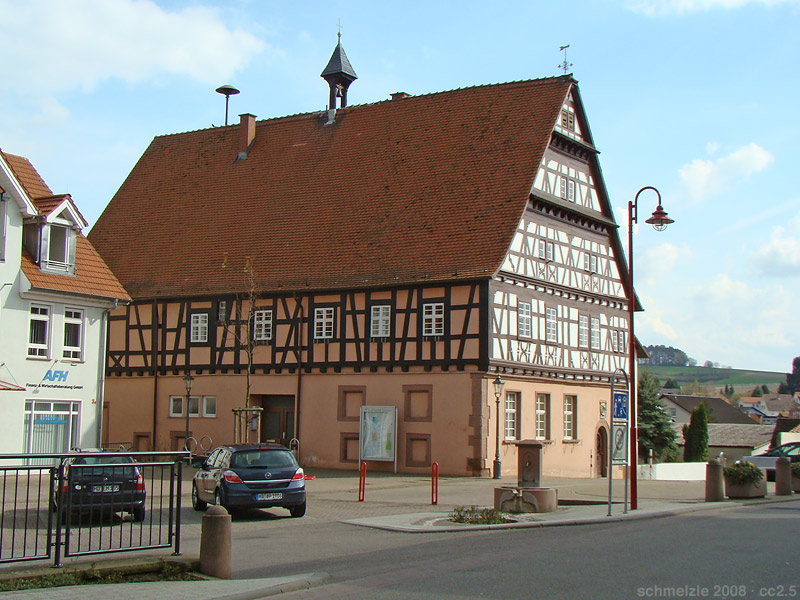
Ayuntamiento de Eschelbach

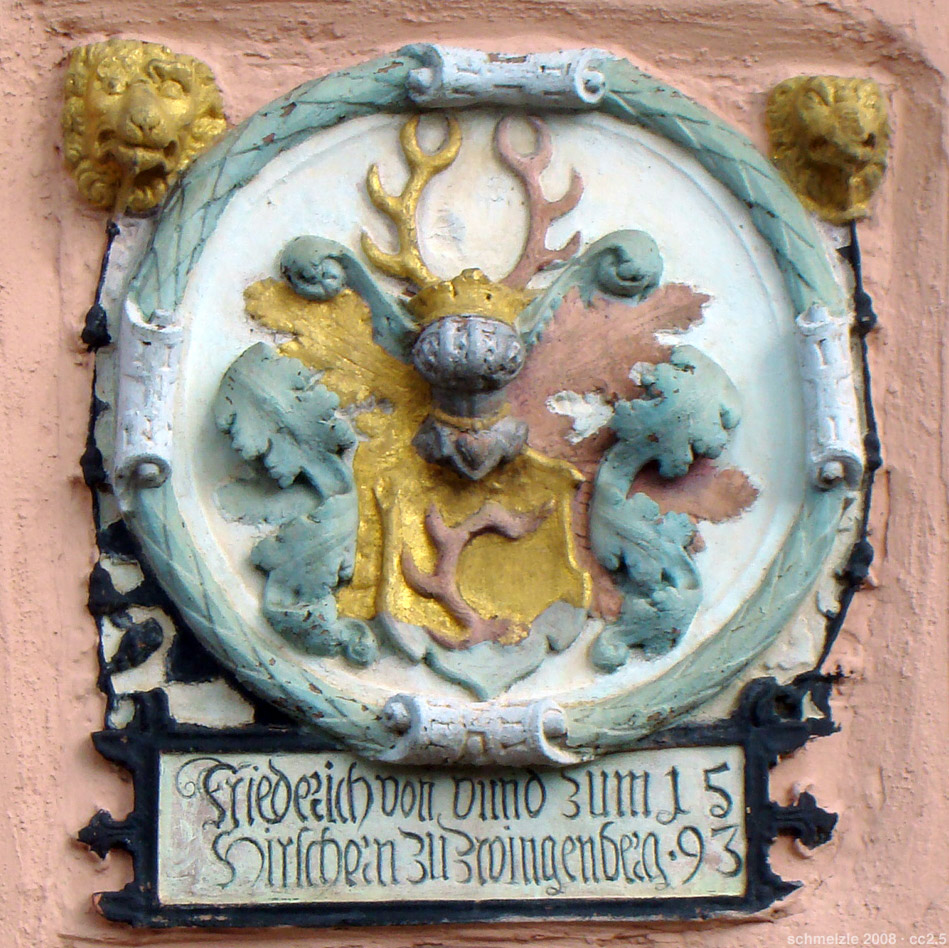
Escudo en el ayuntamiento de Eschelbach

- El ayuntamiento es una casa de paredes entramadas, con una antigua prensa de vino en el sótano, que Friedrich de Hirschhorn construyó como casa señorial en 1593, con su escudo adornando la entrada. Más tarde, el edificio pasó a ser también una escuela católica temporalmente.
- La iglesia protestante está rodeada por una muralla defensiva del año 1791 y adquirió la forma actual tras la ampliación de la nave en 1898. En el campanario encontramos tanto campanas nuevas como la gran campana de 1484. El interior de la iglesia es muy sencillo ya que, tras las recientes restauraciones, ha perdido su decoración histórica.
- La iglesia católica St. Margareta se construyó en un estilo neogótico en 1894 y aún mantiene la esencia de los decorados originales.
- En 1838 se construyó la escuela antigua junto al ayuntamiento y, en 1892, la escuela nueva.

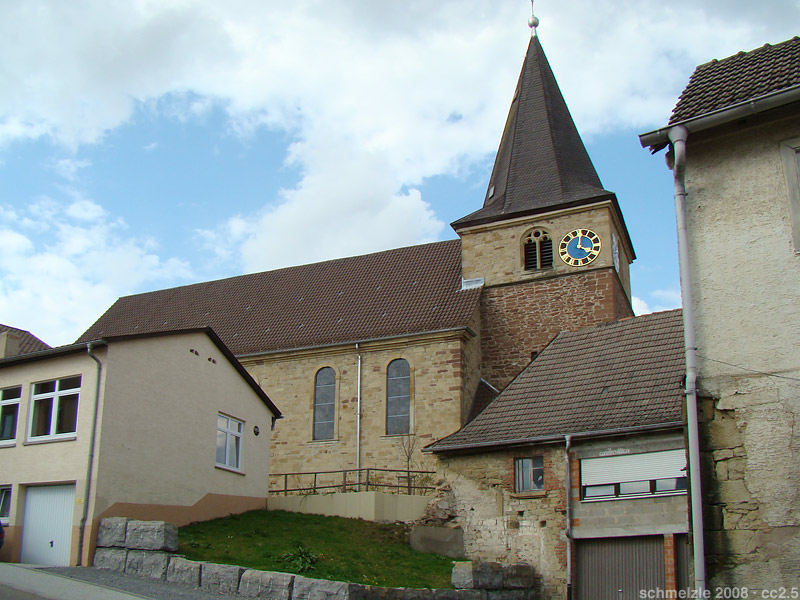
Iglesia protestante
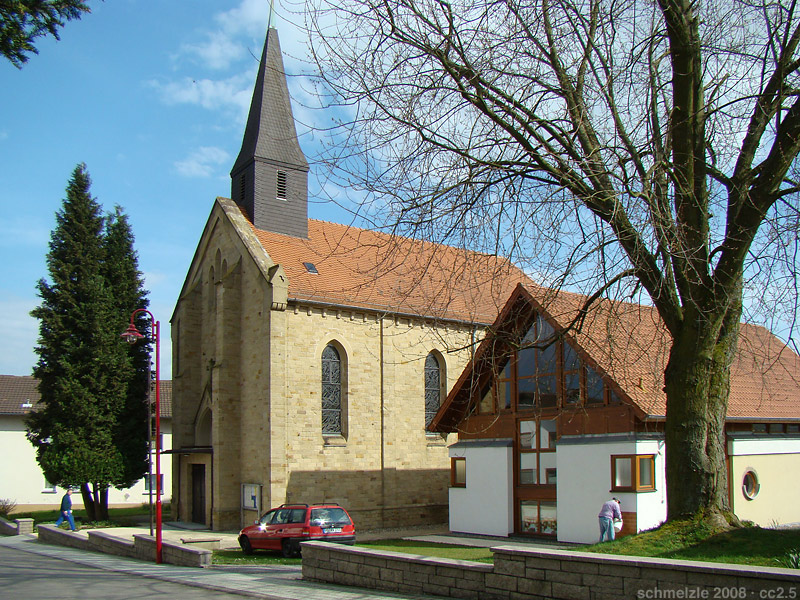
Iglesia católica St. Margareta

## Personajes ilustres
Ludwig Vögely (1916-2009): director del Ministerio de Educación e historiador local.

## Literatura
- Große Kreisstadt Sinsheim – Rund um den Steinsberg escrita por Käthe Zimmermann-Ebert y publicada en Sinsheim  (1990).